# سیارک ۲۱۶۶۴
سیارک ۲۱۶۶۴ (به انگلیسی: 21664 Konradzuse، نامگذاری:1999RG1) بیست و یک هزار و ششصد و شصت و چهارمین سیارک کشف شده‌است که در ۴ سپتامبر ۱۹۹۹ کشف شد.
قدر مطلق سیارک برابر ۱۷.۰ است.